# Goljama Kamtjija
Goljama Kamtjija (bulgariska: Голяма Камчия) är ett vattendrag i Bulgarien.   Det ligger i regionen Oblast Varna, i den östra delen av landet, 300 km öster om huvudstaden Sofia.
I omgivningarna runt Goljama Kamtjija växer i huvudsak lövfällande lövskog. Runt Goljama Kamtjija är det ganska glesbefolkat, med 39 invånare per kvadratkilometer.